# Senato (Cile)
Il Senato del Cile (in spagnolo: Senado de la República de Chile) è una delle due camere del Congresso Nazionale Cileno. I suoi compiti sono di partecipare all'elaborazione delle leggi insieme alla Camera dei deputati e al Presidente della Repubblica.
Dal 26 marzo 2025, il Senato del Cile è presieduto dal senatore Manuel José Ossandón del Rinnovamento Nazionale.

## Funzioni e attribuzioni del Senato
Al Senato spetta, naturalmente, intervenire nel processo di formazione delle leggi. Ha, inoltre, le attribuzioni indicate nella Costituzione, che sono esclusive (articolo 49 della Costituzione):
- Conoscere le eccezioni di costituzionalità avanzate dalla Camera dei deputati.
- Decidere dell'ammissibilità delle azioni giudiziarie contro i ministri nell'assolvimento delle loro funzioni.
- Conoscere i conflitti di competenza fra le autorità politiche o amministrative e i tribunali superiori di giustizia.
- Concedere la riabilitazione della cittadinanza.
- Prestare o negare il suo consenso agli atti del Presidente della Repubblica, nei casi previsti dalla Costituzione o dalla legge.
- Concedere il suo permesso perché il Presidente della Repubblica si assenti del paese per più di trenta giorni o negli ultimi novanta giorni del suo mandato.
- Dichiarare, dopo aver udito il Tribunale Costituzionale, l'inabilità del Presidente della Repubblica e pronunciarsi sopra le dimissioni del Presidente della Repubblica.
- Approvare la dichiarazione del Tribunale Costituzionale sulla responsabilità del Presidente della Repubblica in fatti che hanno causato l'incostituzionalità di un partito od organizzazione che non abbia rispettato i principii basilari della democrazia e della Costituzione.
- Dare il suo parere al Presidente della Repubblica nei casi che egli lo richieda.
- Approvare le nomine che il Presidente della Repubblica propone, nei casi in cui la Costituzione e le leggi lo stabiliscono (ad esempio, le designazioni di ministri della Corte Suprema, o di consiglieri della Banca Centrale).

## Composizione del Senato

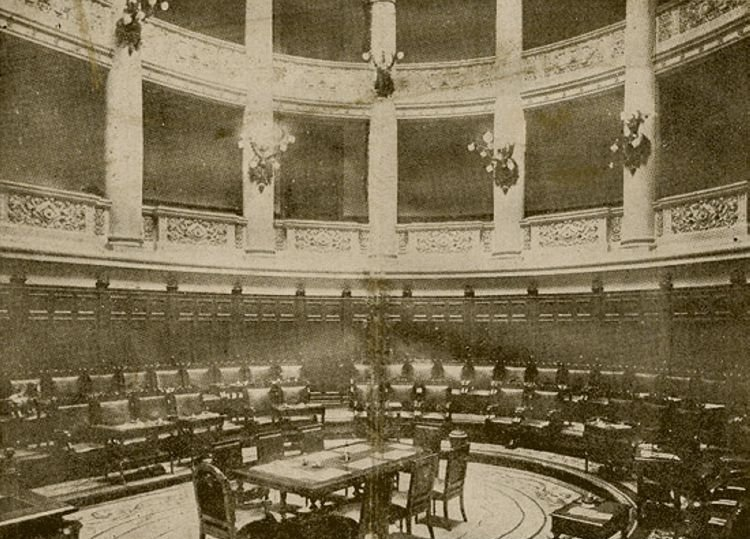
Aula del Senato fino al 1918.

Secondo la Costituzione del 1828 il Senato era composto di rappresentanti delle Assemblee Provinciali, in ragione di due senatori per provincia (16 in totale), in carica per 4 anni. Si rinnovava per metà ogni 2 anni.
La Costituzione del 1833 dispose che il Senato fosse composto da 20 membri, i quali erano eletti indirettamente (mediante un sistema di elettori) per un periodo di 9 anni e potevano essere rieletti un numero indefinito di volte. In ciascuna provincia si eleggevano elettori in ragione di tre per ogni deputato.
Le riforme del 1874 permisero che l'elezione fosse diretta e in rappresentanza delle provincie. Ciascuna provincia eleggeva un senatore ogni 3 deputati e frazione di 2. Inoltre il mandato era fissato in sei anni con possibilità di rielezione un numero indefinito di volte.
Con la Costituzione del 1925, il Senato fu eletto direttamente dalle 9 (1925) e successivamente 10 (1967) collegi provinciali per un periodo di 8 anni, con possibilità di rielezione un numero indefinito di volte. Ogni collegio provinciale eleggeva 5 senatori. Ogni 4 anni il Senato si rinnovava per metà.
Nell'assetto istituzionale previsto dalla Costituzione del 1980, per analizzare la composizione del Senato occorre distinguere:

### Disegno originario della Costituzione del 1980
Il concetto di democrazia dei costituenti portarono ad elaborare un sistema particolare, suscettibile di evitare i presunti eccessi del suffragio universale. Il Senato era composto non solo dagli eletti del popolo (due per ciascuna regione, 26 in totale), ma anche da una camera di saggi per certe autorità, alcune designate (da altre autorità), altre che godevano del diritto di sedere in Senato: i senatori designati e i senatori a vita, rispettivamente.
I nove senatori designati non erano eletti dal popolo, ma nominati da diverse autorità. Si nominavano ogni 8 anni e, in caso di vacanza del seggio, per morte, per incapacità o inabilità, i senatori non erano sostituiti fino al termine del mandato.
- Quattro senatori erano designati dal Consiglio di Sicurezza Nazionale. Il Consiglio doveva scegliere i suoi candidati fra coloro che erano stati comandanti in capo delle Forze Armate o direttori generali dei Carabineros de Chile;
- Tre senatori nominati dalla Corte Suprema. Due di loro dovevano essere stati ministri della Corte Suprema per almeno due anni consecutivi. Il terzo senatore designato dalla Corte doveva essere stato per lo stesso periodo ragioniere generale dello Stato (Contralor General de la República);
- Due senatori designati dal Presidente della Repubblica. Uno doveva essere stato rettore universitario e l'altro primo ministro.

I senatori a vita erano senatori di diritto. Gli ex-presidenti della Repubblica dopo un mandato completo acquisivano il diritto ad un seggio vitalizio al Senato.

### Dal 1990 al 2006
Originariamente esistevano tredici circoscrizioni, corrispondenti alle tredici regioni del paese; però le riforme costituzionali del 1989 permisero di dividere sei regioni in due circoscrizioni ciascuna (le regioni più popolose), rafforzando l'istituzionalità democratica del Senato, permettendo un maggior numero di senatori eletti (passando da 26 a 38), seppur mantenendo i senatori designati e a vita.
Il Senato durante questo periodo giunse a essere composto da 38 senatori eletti, 9 designati e 2 a vita. In totale, 47 senatori (dal 1990 al 1998); 48 (dal 1998 al 2000); 49 (dal 2000 al 2002) e 48 (dal 2002 al 2006).
Sebbene alcuni senatori designati possedessero davvero una certa autorevolezza, non sempre fu così. L'espressione "senatori designati" sembrò peggiorativa, allora si diffuse la locuzione "senatori istituzionali". Il loro numero fu abbastanza rilevante perché i governi che si succedettero dal 1990 fossero costretti a venire a patti con loro per raggiungere la maggioranza necessaria. Sebbene, in linea di principio, i senatori designati costituivano un gruppo parallelo ai diversi gruppi politici, finirono per unirsi ai gruppi politici più affini.
D'altronde, solo due ex-presidenti riuscirono a divenire senatori a vita: Augusto Pinochet (dal 1998 al 2002) ed Eduardo Frei Ruiz-Tagle (dal 2000 al 2006). Dopo il ritiro dalla vita pubblica del primo, Frei fu l'ultimo a ricoprire l'incarico.
Durante il governo di Ricardo Lagos, fu promulgata una riforma costituzionale, dopo essere stata approvata quasi all'unanimità alcuni mesi prima dal Congresso in seduta congiunta. Queste riforme, che entrarono in vigore l'11 marzo 2006, permisero che il Senato fosse composto esclusivamente da membri eletti dal popolo, eliminando i senatori designati e a vita. Il numero dei senatori fu ridotto così da 48 a 38 membri.
Attualmente, questi 38 senatori sono eletti direttamente per 8 anni in ragione di due per ciascun collegio senatoriale.

## Requisiti per essere senatore
Per essere eletti, i senatori devono avere almeno 35 anni d'età (fino al 2006 erano 40 anni). Possono essere rieletti un numero indefinito di volte. Il rinnovo del Senato si effettua ogni 4 anni. Si alternano le regioni di numero dispari e quelle di numero pari e la Regione Metropolitana di Santiago.
Secondo il sistema elettorale binominale maggioritario, sono eletti senatori i due che ottengono il maggior numero di voti. Se una lista ha almeno il doppio dei voti di ogni altra lista ottiene entrambi i senatori. In caso di vacanza di un seggio per morte, incapacità o inabilità il senatore è sostituito da un altro della stessa lista. Se però non ci sono compagni di lista o rimangono più di due anni al termine del mandato, il partito del senatore uscente propone una lista di tre nominativi da cui il Senato sceglie il nuovo senatore a maggioranza assoluta.

## Compensi
I senatori, come i deputati e i primi ministri, ricevono un compenso mensile di 6.094.000 pesos, ricalcolato tutti gli anni a gennaio secondo il tasso di inflazione programmata.
I rimborsi che spettano ai senatori sono pari a 9.380.000 pesos. Inoltre hanno diritto ad un rimborso forfettario di 1.200.000 per il trasporto terrestre, 48 passaggi aerei di andata e ritorno all'anno verso le regioni di provenienza, più altri sei passaggi verso destinazioni nazionali. Dispongono anche di 1.298.000 pesos mensili per la benzina, pedaggi e riparazione dei veicoli. I senatori delle regioni V, VI, VII e Metropolitana non dispongono dei 48 passaggi aerei, ma hanno diritto a 12 passaggi annuali per le destinazioni nazionali estendibili ad altre persone, e a un rimborso extra di 365.000 pesos per il combustibile. Ai senatori della V Región Costa spettano inoltre 4 passaggi annuali verso l'Isola di Pasqua.
La Camera Alta rimborsa le spese dei segretari personali; arredamento dell'ufficio; due computer fissi e uno portatile in comodato d'uso fino al termine del mandato e cancelleria. Queste spese non devono superare i 5.584.000 pesos al mese. Per l'ingaggio di collaboratori sono assegnati 2.249.000 pesos al mese.
Inoltre i senatori hanno diritto a biglietti gratis o scontati per vedere le partite di calcio allo stadio.